# Torre los Negros
Torre los Negros är en kommun i Spanien.   Den ligger i provinsen Provincia de Teruel och regionen Aragonien, i den östra delen av landet, 220 km öster om huvudstaden Madrid.